# A Family Guy epizódjainak listája (16. évadtól)
Az itt látható epizódlista a Family Guy című amerikai televíziós animációs sorozat epizódjait tartalmazza a 16. évadtól kezdődően.

## Évadáttekintés
| Évad | Évad | Részek száma | Eredeti sugárzás     | Eredeti sugárzás  | Eredeti adó       | Magyar sugárzás      | Magyar sugárzás    | Magyar adó |
| Évad | Évad | Részek száma | Évadpremier          | Évadfinálé        | Eredeti adó       | Évadpremier          | Évadfinálé         | Magyar adó |
| ---- | ---- | ------------ | -------------------- | ----------------- | ----------------- | -------------------- | ------------------ | ---------- |
|      | 16   | 20           | 2017. október 1.     | 2018. május 20.   |                   | 2018. szeptember 18. | 2018. december 18. |            |
|      | 17   | 20           | 2018. szeptember 30. | 2019. május 12.   | 2019. október 1.  | 2019. december 23.   |                    |            |
|      | 18   | 20           | 2019. szeptember 29. | 2020. május 17.   | 2020. november 2. | 2020. november 27.   |                    |            |
|      | 19   | 20           | 2020. szeptember 27. | 2021. május 16.   | 2021. május 17.   | 2021. július 19.     |                    |            |
|      | 20   | 20           | 2021. szeptember 26. | 2022. május 22.   | 2022. május 16.   | 2022. július 18.     |                    |            |
|      | 21   | 20           | 2022. szeptember 25. | 2023. május 7.    | 2024. január 15.  | 2024. március 18.    |                    |            |
|      | 22   | 15           | 2023. október 1.     | 2024. április 17. | 2025. január 20.  | 2025. március 10.    |                    |            |
|      | 23   | 20           | 2024. október 14.    | 2025. július 17.  | [ 1 ]             | TBA                  | TBA                | TBA        |
|      | 24   |              | 2025. október 6.     | 2026.             |                   | TBA                  | TBA                | TBA        |
|      | 25   |              | 2026.                | 2027.             |                   | TBA                  | TBA                | TBA        |
|      | 26   |              | 2027.                | 2028.             | TBA               | TBA                  | TBA                |            |
|      | 27   |              | 2028.                | 2029.             | TBA               | TBA                  | TBA                |            |

## Előző évadok
A sorozat első 15 évadának epizódjait A Family Guy epizódjainak listája (1–15. évad) szócikk tartalmazza.

## 16. évad (2017-2018)
| Sor. | Év. | Cím                                                    | Rendező                                   | Író                       | Premier                                | Nézettség   |
| --- | --- | ------------------------------------------------------ | ----------------------------------------- | ------------------------- | -------------------------------------- | ----------- |
| 290. | 1.  | Mindent vagy Emmyt (Emmy-Winning Episode)              | James Purdum, Dominic Bianchi, Peter Shin | Aaron Lee                 | 2017. október 1. 2018. szeptember 18.  | 2,80 millió |
| Peter belefárad abba, hogy a sorozat még egyetlen Emmy-díjat sem nyert, ezért elkezdi Emmy-kompatibilissá formálni a Family Guy-t. |     |                                                        |                                           |                           |                                        |             |
| 291. | 2.  | Az álom haver (Foxx in the Men House)                  | Brian Iles                                | Andrew Goldberg           | 2017. október 8. 2018. szeptember 18.  | 3,05 millió |
| Peter egy vacsora után felfedezi, hogy a női mosdó sokkal jobb mint a férfi, de egyszer fejsérülést szenved és a mentős aki megmentette lesz a legjobb barátja és ezért már nem akar lógni a régi haverjaival. |     |                                                        |                                           |                           |                                        |             |
| 292. | 3.  | A dadus (Nanny Goats)                                  | Steve Robertson                           | Tom Devanney              | 2017. október 15. 2018. szeptember 25. | 2,54 millió |
| Peter egy kecskenyájat kezd el tartani a házban, de Lois anyja, Babs ezt nem tudja elfogadni, ezért felbérel egy dadust Griffinéknek és emiatt Peternek és Loisnak sokkal több ideje marad egymásra. |     |                                                        |                                           |                           |                                        |             |
| 293. | 4.  | A pénz nyomában (Follow the Money)                     | Mike Kim                                  | Kevin Biggins             | 2017. október 22. 2018. szeptember 25. | 2,69 millió |
| Chris a születésnapjára egy különleges egydollárost kap a nagyapjától, Cartertől, azonban Chris elveszíti a pénzt és így a Family Guy számtalan szereplőjénél megfordul a nyomtatási hibás pénz. |     |                                                        |                                           |                           |                                        |             |
| 294. | 5.  | Három rendező (Three Directors)                        | Joe Vaux                                  | Travis Bowe               | 2017. november 5. 2018. október 2.     | 2,31 millió |
| Peter és a Family Guy "stábja", "felkérnek" három rendezőt, hogy a saját stílusuk szerint csinálják meg ugyanazon alaptörténettel rendelkező epizódot. |     |                                                        |                                           |                           |                                        |             |
| 295. | 6.  | A twitter affér (The D in Apartment 23)                | Julius Wu                                 | Artie Johann              | 2017. november 12. 2018. október 2.    | 3,11 millió |
| Brian újra elkezdi használni a Twittert, azonban egy (viccnek szánt) rasszista tweet miatt rengetegen felháborodnak és Briannek még a Griffin-házat is el kell hagynia. |     |                                                        |                                           |                           |                                        |             |
| 296. | 7.  | Oroszországba szeretettel (Petey IV)                   | Mike Kim                                  | Anthony Blasucci          | 2017. november 19. 2018. október 9.    | 2,08 millió |
| Peter és a haverjai meg akarják nézni a Rocky IV-et, azonban csak egy orosz kalózmásolatot találnak és Peter felháborodik egy átírt jeleneten, amit megír Vlagyimir Putyinnak és ezzel ő lesz a legjobb haverja. Eközben Brian talál egy munkát, ahol szerelmes lesz az egyik kollégájába. |     |                                                        |                                           |                           |                                        |             |
| 297. | 8.  | Hátsó eblak (Crimes and Meg's Demeanor)                | Greg Colton                               | Mike Desilets             | 2017. december 3. 2018. október 9.     | 2,59 millió |
| Meg egy végzős buli után alkoholista lesz és emiatt már szinte nagyobb alkesz lesz mint az apja. Eközben Briannek meggyőződése, hogy látta Shepherd igazgatót, amint meggyilkolja a feleségét. |     |                                                        |                                           |                           |                                        |             |
| 298. | 9.  | Karácsonyi micsoda (Don't Be a Dickens at Christmas)   | Jerry Langford                            | Danny Smith               | 2017. december 10. 2018. október 16.   | 2,98 millió |
| Petert elhagyja a karácsony szelleme, ezért Patrick Swayze megmutatja neki, milyen volt régen a karácsony, és milyen lesz, ha továbbra sem él benne a karácsony szelleme. |     |                                                        |                                           |                           |                                        |             |
| 299. | 10. | Egyik kutya, másik eb (Boy (Dog) Meets Girl (Dog))     | Brian Iles                                | Steve Callaghan           | 2018. január 7. 2018. október 16.      | 3,40 millió |
| Brian az állatorvosnál találkozik egy nőstény kutyával, akit nagyon szeret, de csak akkor közösülhet vele, ha megnyeri a hím kategóriát egy kutyakiállításon. Eközben Peter és Lois megpróbálják Chrisnek elmagyarázni, hogy egy képzeletbeli Valentin-napi karakter nem valós. |     |                                                        |                                           |                           |                                        |             |
| 300. | 11. | A medveölő (Dog Bites Bear)                            | John Holmquist                            | Cherry Chevapravatdumrong | 2018. január 14. 2018. október 23.     | 4,10 millió |
| Brian ittasan "megöli" Stewie játékmaciját, Rupertet, és emiatt elmennek egy hegyre, ahol szétszórhatják Rupert hamvait, majd Stewie eltöri a lábát és összevesznek a játékmaci "halálán". Mindeközben Peter kezet fog egy élelmiszermárka kabalájával és emiatt nem akarja megmosni a kezét, ezért Lois és Peter haverjai mindent megtesznek, hogy Peter megmossa a kezét. |     |                                                        |                                           |                           |                                        |             |
| 301. | 12. | Küldje be Stewiet (Send in Stewie, Please)             | Joe Vaux                                  | Gary Janetti              | 2018. március 18. 2018. november 13.   | 2,24 millió |
| Ebben az epizódban Stewie pszichológushoz megy, ahol megismerhetjük a valódi énjét és az igazi hangját is hallhatjuk, de neki más elképzelései vannak arról miről beszélgessen egy szakemberrel. |     |                                                        |                                           |                           |                                        |             |
| 302. | 13. | V, mint rejtély (V Is for Mystery)                     | Joseph Lee                                | David A. Goodman          | 2018. március 25. 2018. október 23.    | 1,91 millió |
| Ezen epizódban Briantől és Stewietól egy Sherlock Holmes Family Guy-os feldolgozását láthatjuk, amelyben egy gyilkosságot próbálnak megoldani, elég kalandosan, és még Párizsba is el kell utazniuk. |     |                                                        |                                           |                           |                                        |             |
| 303. | 14. | Őrségparti (Veteran Guy)                               | John Holmquist                            | Patrick Meighan           | 2018. április 1. 2018. október 30.     | 2,05 millió |
| Peter és a haverjai veteránoknak adják ki magukat, ám a rendőrség rajtakapja őket és büntetésként Floridába kell menniük a parti őrséghez, ahol csak Quagmire veszi komolyan a munkát és elmegy, miközben a többieknek kell megoldaniuk egy komoly problémát. |     |                                                        |                                           |                           |                                        |             |
| 304. | 15. | A Wall Street farkaskutyája (The Woof of Wall Street)  | Steve Robertson                           | Alex Carter               | 2018. április 8. 2018. november 6.     | 1,93 millió |
| Stewie befektet a tőzsdére és amikor ezt Brian megtudja, üzlettársak lesznek és mindketten rengeteg pénzt kaszálnak, ám amikor Brian be akar fektetni egy cégre és foglyul ejtik, Stewienak kell segítenie rajta. Eközben Jeromenak el kell utaznia, emiatt Peter és a haverjai veszik át a kocsma vezetését, de amikor Peter tönkreteszi a kocsmát és egy értékes festményt nekik kell megoldaniuk a problémát.                                                                                         |     |                                                        |                                           |                           |                                        |             |
| 305. | 16. | Family Guy korról-korra (Family Guy Through the Years) | Julius Wu                                 | Chris Sheridan            | 2018. április 22. 2018. november 20.   | 2,00 millió |
| Ebben az epizódban Peterrel megnézhetünk egy-egy 50-es, 60-as és 70-es években készült Family Guy részt, amelyek igencsak különböznek a mai részektől. |     |                                                        |                                           |                           |                                        |             |
| 306. | 17. | Testcsere (Switch the Flip)                            | Mike Kim                                  | Kevin Biggins             | 2018. április 29. 2018. november 27.   | 2,26 millió |
| Peter az Interneten vásárol egy okos hangszórót virtuális asszisztenssel, akibe beleszeret Brian, de amikor túllépi a hitelkeretét egy behajtócég elviszi a rendelt tárgyakat és a hangszórót is, ezért Brian lúzernek hiszi magát. Stewie úgy próbál ezen segíteni, hogy testet cserél Briannel, ám egy baleset miatt Chris és Peter teste is kicserélődik a két barát teste mellett és később egy egész város lakosságának a testei felcserélődnek.                                                    |     |                                                        |                                           |                           |                                        |             |
| 307. | 18. | HTTPeter (HTTPete)                                     | Greg Colton                               | Damien Fahey              | 2018. május 6. 2018. december 4.       | 1,92 millió |
| Peter munkahelyén elmondják, hogy nem jó a sör eladása, főleg a Milleniumi generációnál, ezért felvesz a cég egy embert, aki ért az ekkor szülött generáció hatása alá kerülő marketingtrükkökhöz, de egy balesetben meghal a cég közösségi médiás felelőse és Petert nevezik ki a vezetőnek, de később egy hiba folytán az egész világon tönkremegy az Internet és apokalipszis tör ki és Peternek, valamint családjának kell megoldania a hatalmas problémát.                                          |     |                                                        |                                           |                           |                                        |             |
| 308. | 19. | Tagvesztés (The Unkindest Cut)                         | Jerry Langford                            | Mark Hentemann            | 2018. május 13. 2018. december 11.     | 2,15 millió |
| Joe szerez egy hajót és a haverjaival kimennek a tengerre, ahol remekül szórakoznak, de amikor Quagmire beleesik a vízbe vízisízés után, egy cápa leharapja a nemi szervét, ami miatt depressziós lesz és öngyilkos akar lenni, de a barátainak és a transzvesztita apjának kell rajta segítenie. Eközben Stewie és Brian meg akarják találni Mortot egy bűnüggyel kapcsolatban, ahol a gyógyszerész megtalálásáért tízezer dollárt fizetnek a szerencsés megtalálónak.                                  |     |                                                        |                                           |                           |                                        |             |
| 309. | 20. | Isten a liftben (Are You There God? It's Me, Peter)    | Joseph Lee                                | Travis Bowe               | 2018. május 20. 2018. december 18.     | 1,83 millió |
| Peter túl sokat nézi a tévét a kanapén fekve, ezért a kanapé és Peter "összenőnek" és így nagyon nehéz lesz az élet a családapa számára, ám egy idő után a családja megelégeli, hogy Peter tönkreteszi az egész házat, ezért megpróbálják leszedni a kanapét a főszereplőről, de amikor leesik a lépcsőn kómába esik és közben azt képzeli, hogy Istennel ragadt egy liftben, ahol átbeszélik Peter életét majd kap egy második esélyt arra, hogy a családjának bebizonyítsa, hogy tényleg szereti őket. |     |                                                        |                                           |                           |                                        |             |

## 17. évad (2018-2019)
| Sor. | Év. | Cím                                                   | Rendező         | Író                        | Premier                               | Nézettség   |
| --- | --- | ----------------------------------------------------- | --------------- | -------------------------- | ------------------------------------- | ----------- |
| 310. | 1.  | Ráknász (Married... with Cancer)                      | Mike Kim        | Aaron Lee                  | 2018. szeptember 30. 2019. október 1. | 2,57 millió |
| Miután nem sikerül felszednie egy fiatal lányt, Brian találkozik egy idősebb nővel, aki éppúgy utálja a klubozást, mint ő, valamint rákos. Egymásra találnak, Brian pedig rögtön szerelmes lesz.                                                                                      |     |                                                       |                 |                            |                                       |             |
| 311. | 2.  | Eb, aki bánja (Dead Dog Walking)                      | Julius Wu       | Chris Sheridan             | 2018. október 7. 2019. október 8.     | 2,69 millió |
| Az előző epizód folytatása. Brian házassága nem egészen úgy alakul a tervezte, ezért a válást fontolgatja. Peter egy férjeknek fenntartott étterembe viszi Briant, ahol azt tanácsolja neki, inkább hízzon el.                                                                        |     |                                                       |                 |                            |                                       |             |
| 312. | 3.  | Stewie haverja (Pal Stewie)                           | Brian Iles      | John Viener & Matt Pabian  | 2018. október 14. 2019. október 15.   | 1,99 millió |
| Stewie megismerkedik egy korabeli kisfiúval, Hudsonnal a játszótéren, akivel legnagyobb meglepetésére élvezni kezdi a tipikus gyerekátékokat. Rögtön összebarátkoznak, ami jó hatással lesz Stewie-ra. Eközben Peter életét megváltoztatja a Tim Robbins-féle életvezetési tanfolyam. |     |                                                       |                 |                            |                                       |             |
| 313. | 4.  | Nagy zűr kis Quahogban (Big Trouble in Little Quahog) | Joe Vaux        | Dominic Bianchi & Joe Vaux | 2018. október 21. 2019. október 22.   | 2,57 millió |
| Stewie egy kutyasíppal idegesíti Briant, aki végül megunja, és felteszi azt az asztal tetejére - ahol Stewie nem éri el. Briant is utoléri a bosszú egy kicsinyítő gép segítségével.                                                                                                  |     |                                                       |                 |                            |                                       |             |
| 314. | 5.  | Csak egy lövés (Regarding Carter)                     | Greg Colton     | Alex Carter                | 2018. november 4. 2019. október 29.   | 2,60 millió |
| Lois egy pisztolyt kap a születésnapjára, ami viszont nem arat túl nagy sikert, egy szerencsétlen baleset következményeként pedig Carter kénytelen a Griffin-családra bízni magát, így viszont beteljesülhet Lois gyermekkori álma és végre többidőt tölthet az apjával.              |     |                                                       |                 |                            |                                       |             |
| 315. | 6.  | Állj Meg-lém (Stand by Meg)                           | Jerry Langford  | Billy Domineau             | 2018. november 11. 2019. november 5.  | 2,29 millió |
| Meg megmenti Stewie életét egy születésnapi zsúron, aki ezután küldetésének érzi, hogy minél szebbé tegye a lány életét és népszerűvé tegye Meget. Christ eközben szakiskolába küldik a rossz tanulmányi eredményei miatt, azonban rossz társaságba keveredik.                        |     |                                                       |                 |                            |                                       |             |
| 316. | 7.  | Griffinék téli olimpiája (The Griffin Winter Games)   | Steve Robertson | Artie Johann               | 2018. november 18. 2019. november 12. | 2,66 millió |
| A Griffin-család legnagyobb meglepetésére Meg bekerül az Egyesült Államok olimpiai biatlon csapatába, és elindul a téli olimpián Dél-Koreában. |     |                                                       |                 |                            |                                       |             |
| 317. | 8.  | Örökös huzavona (Con Heiress)                         | Brian Iles      | Mark Hentemann             | 2018. december 2. 2019. november 12.  | 2,72 millió |
| Brian új hobbiként idős, gazdag öregasszonyok mellé szegődik barátként, hogy haláluk után megkaphassa az örökségüket. A leggazdagabb hölgy kegyeiért küzd meg Brian mellett Stewie és Quagmire. Eközbn Peter és Chris pedig Herbert figyelméért kelnek versenybe.                     |     |                                                       |                 |                            |                                       |             |
| 318. | 9.  | Pawtucket Pete (Pawtucket Pete)                       | John Holmquist  | Chris Regan                | 2018. december 9. 2019. november 19.  | 3,50 millió |
| Angela halála után a Pawtucket Sörgyár új vezetősége úgy dönt, ideje megváltoztatni a cég kabaláját. Peter és Brian pedig fej fej mellett versenyeznek a címért. |     |                                                       |                 |                            |                                       |             |
| 319. | 10. | A kamu ötven árnyalata (Hefty Shades of Gray)         | Joseph Lee      | Mike Desilets              | 2019. január 6. 2019. november 19.    | 2,42 millió |
| Tom Tucker megtanítja Petert az áltudósítás művészetére, miközben Brian és Stewie Chris szerelmi életén próbálnak segíteni. |     |                                                       |                 |                            |                                       |             |
| 320. | 11. | Trump Guy (Trump Guy)                                 | Joe Vaux        | Patrick Meighan            | 2019. január 13. 2019. november 26.   | 4,04 millió |
| Az előző epizód folytatása. Griffinék a Fehér Házba költöznek, ahol Peter a sajtófelelősként dolgozik. |     |                                                       |                 |                            |                                       |             |
| 321. | 12. | Bri, én a robot (Bri, Robot)                          | John Holmquist  | Patrick Meighan            | 2019. február 10. 2019. november 26.  | 1,81 millió |
| Brian aggódik, mit fog majd itthagyni magából a világnak, ezért Stewie elkészíti a robot másolatát. Peter egy masszázsszalonban kezd el dolgozni. |     |                                                       |                 |                            |                                       |             |
| 322. | 13. | Transz-zsíragy (Trans-Fat)                            | Steve Robertson | Wellesley Wild             | 2019. február 17. 2019. december 3.   | 2,23 millió |
| Petert véletlenül transzneműnek nézik, ami egy váratlan eseményhez és fontos tanulsághoz vezet. |     |                                                       |                 |                            |                                       |             |
| 323. | 14. | Family Guy Lite (Family Guy Lite)                     | Mike Kim        | Anthony Blasucci           | 2019. március 3. 2019. december 10.   | 2,10 millió |
| Lois romantikus regény írásába kezd, Brian és Stewie pedig szeretnék kideríteni, vajon kiről szól a történet. Peter eközben egészséges életmódba kezd. |     |                                                       |                 |                            |                                       |             |
| 324. | 15. | Ms. Migiri (No Giggity, No Doubt)                     | Julius Wu       | Kevin Biggins              | 2019. március 10. 2019. december 10.  | 2,25 millió |
| Quagmire rátalál a rég elveszett lányára, ezért igyekszik komolyan venni szülői feladatait. |     |                                                       |                 |                            |                                       |             |
| 325. | 16. | Titokszoba (You Can't Handle the Booth!)              | Greg Colton     | Damien Fahey               | 2019. március 24. 2019. december 17.  | 2,01 millió |
| A Griffin család kommentárokkal ellátott DVD verziót készít az epizódhoz, ami Peter és Lois drámájához vezet. |     |                                                       |                 |                            |                                       |             |
| 326. | 17. | Kaland a szigeten (Island Adventure)                  | Jerry Langford  | Steve Callaghan            | 2019. március 31. 2019. december 3.   | 2,15 millió |
| Stewie és Brian próbálják megtalálni Stewie régi triciklijét a szemétszigeten, amit Peter kidobott. Lois Quagmire segítségére siet, amikor egy középkorú nőnek akar udvarolni. |     |                                                       |                 |                            |                                       |             |
| 327. | 18. | Lomtalanítás (Throw It Away)                          | Brian Iles      | Cherry Chevapravatdumrong  | 2019. április 28. 2019. december 17.  | 1,95 millió |
| Lois ráveszi a Griffin-családot, hogy dobjanak ki mindent, ami már nem okoz számukra örömöt, de az ötlet igen szélsőséges helyzethez vezet. |     |                                                       |                 |                            |                                       |             |
| 328. | 19. | Inter-ne (Girl, Internetted)                          | Joe Vaux        | Chris Regan                | 2019. május 5. 2019. december 23.     | 1,72 millió |
| Megből internetes híresség lesz az egészségtelen életmódjának köszönhetően. Brian összetöri az autóját, ezért Stewie-val új járgány után kell nézniük. |     |                                                       |                 |                            |                                       |             |
| 329. | 20. | Az Adam West gimi (Adam West High)                    | Joseph Lee      | Artie Johann               | 2019. május 12. 2019. december 23.    | 1,78 millió |
| Adam West polgármester meghalt. Brian indul a polgármesterválasztáson, miután sikeresen átnevezte az iskolát Adam West gimire. Egyedül Quagmire kampányol ellene. |     |                                                       |                 |                            |                                       |             |

## 18. évad (2019-2020)
| Sor. | Év. | Cím                                              | Rendező         | Író                         | Premier                               | Nézettség   |
| --- | --- | ------------------------------------------------ | --------------- | --------------------------- | ------------------------------------- | ----------- |
| 330. | 1.  | Yacht Kaland (Yacht Rocky)                       | John Holmquist  | Travis Bowe                 | 2019. szeptember 29 2020. november 2. | 1,88 millió |
| Peter attól fél, hogy a munkahelyi leépítésben ő veszti majd el az állását. Hogy kicsit megnyugodjon, a család yachtutazásra indul, ami sajnos nem a tervek szerint alakul.                                                                    |     |                                                  |                 |                             |                                       |             |
| 331. | 2.  | Bri-Da (Bri-Da)                                  | Steve Robertson | Tom Devanney                | 2019. október 6. 2020. november 3.    | 2,31 millió |
| Peter és a barátai állandóan elfelejtik a milliókat érő ötleteiket, amiket ivás közben találnak ki, ezért Joe rendőrségi kameráját hordják, hogy rögzítsék minden mozdulatukat.                                                                |     |                                                  |                 |                             |                                       |             |
| 332. | 3.  | Anyóspajtás (Absolutely Babulous)                | Mike Kim        | Mark Hentemann & Ted Jessup | 2019. október 13. 2020. november 4.   | 1,82 millió |
| Amikor Stewie medált kap egy versenyen való részvételért, elgondolkozik, vajon jogosan kapott-e bármilyen elismerést is eddig. Eközben Peter egymásnak ugrasztja Lois szüleit, amit neki kell helyrehoznia.                                    |     |                                                  |                 |                             |                                       |             |
| 333. | 4.  | A Disney Reboot (Disney's The Reboot)            | Greg Colton     | Kirker Butler               | 2019. október 20. 2020. november 5.   | 2,64 millió |
| A készítők úgy döntenek, ideje újragondolni a sorozatot és valami újjal előállni. A három új verziót egy fókuszcsoporton tesztelik, a visszajelzés pedig meglepő fordulatot vesz.                                                              |     |                                                  |                 |                             |                                       |             |
| 334. | 5.  | Cicaharc (Cat Fight)                             | Jerry Langford  | Steve Callaghan             | 2019. november 3. 2020. november 6.   | 1,61 millió |
| Quagmire nyit egy macskakávézót a városban, Brian pedig elhatározza, hogy bezáratja a helyet. Eközben Meg és Chris bajba kerülnek az iskolában, ezért Lois ideges lesz, és mindhárman elmennek egy hittáborba, hogy megtalálják a helyes utat. |     |                                                  |                 |                             |                                       |             |
| 335. | 6.  | Peter és Lois Esküvője (Peter & Lois' Wedding)   | Joe Vaux        | Mark Hentemann              | 2019. november 10. 2020. november 9.  | 2,19 millió |
| A Griffin családnak elmegy a WIFI-je, ami tönkreteszi az egész estéjüket. Peter és Lois azzal szórakoztatják a többieket, hogy elmesélik, hogyan szerettek egymásba a 90-es években.                                                           |     |                                                  |                 |                             |                                       |             |
| 336. | 7.  | Ha szív a szív (Heart Burn)                      | Steve Robertson | Matt Pabian & Matt McElaney | 2019. november 17. 2020. november 10. | 1,92 millió |
| Griffinék Peter és Lois évfordulóját ünneplik, ahol a többiek szerelmi történetekkel szórakoztatják őket - persze a saját verziójukban. |     |                                                  |                 |                             |                                       |             |
| 337. | 8.  | Hálaadás a hűvösön (Shanksgiving)                | Brian Iles      | Alex Carter                 | 2019. november 24. 2020. november 11. | 2,28 millió |
| Lois különleges hálaadási vacsorával készül a családnak, Peter viszont inkább a dutyit választja, csak ne kelljen részt vennie rajta. Kiderül Stewie titka, amiről eddig senki sem tudott.                                                     |     |                                                  |                 |                             |                                       |             |
| 338. | 9.  | Jöjj el kedves télapó! (Christmas Is Coming)     | John Holmquist  | Travis Bowe                 | 2019. december 15. 2020. november 12. | 2,30 millió |
| Meg elviszi Stewie-t a bevásárlóközpontba, hogy találkozzon a télapóval. Az élmény azonban teljesen sokkolja Stewie-t, ezért Brian siet a segítségére, hogy feldolgozza az eseményeket.                                                        |     |                                                  |                 |                             |                                       |             |
| 339. | 10. | Connie kocsija (Connie's Celica)                 | Joseph Lee      | Kevin Biggins               | 2020. január 5. 2020. november 13.    | 1,85 millió |
| Lois Chris és Meg iskolájában kap állást zenetanárként, Connie, egy gonosz diák azonban éppen őt szemeli ki célpontnak. |     |                                                  |                 |                             |                                       |             |
| 340. | 11. | Mintha levágták volna (Short Cuts)               | Julius Wu       | Kirker Butler               | 2020. február 16. 2020. november 16.  | 1,65 millió |
| Brian véletlenül a környék hősévé válik, egy régi jóbarát, aki időközben milliomos kutyává vált, rá akarja venni Briant az ivartalanításra. |     |                                                  |                 |                             |                                       |             |
| 341. | 12. | Ásd el magad (Undergrounded)                     | Greg Colton     | Mike Desilets               | 2020. február 23. 2020. november 17.  | 1,57 millió |
| Peter titokban szerez magának egy hitelkártyát, és elkölti a család összes pénzét. Hogy elmeneküljön Lois elől, megtervezi a tökéletes szökést egy alagúton keresztül.                                                                         |     |                                                  |                 |                             |                                       |             |
| 342. | 13. | A vén Stewie (Rich Old Stewie)                   | Brian Iles      | Chris Sheridan              | 2020. március 1. 2020. november 18.   | 1,55 millió |
| Stewie nem is élhetne jobban a jövőben: Mr. Burns-szerű gazdag öregember, de a nyugdíjazó ünnepségét megzavarja Brian, aki közli vele, hogy Peter haldoklik.                                                                                   |     |                                                  |                 |                             |                                       |             |
| 343. | 14. | Térdre és tiltakozz! (The Movement)              | Joe Vaux        | Maggie Mull                 | 2020. március 8. 2020. november 19.   | 1,45 millió |
| Peter Quahog alsóbb ligás baseballcsapatát edzi, amikor a himnusz alatt rátör a hasmenés, és muszáj letérdelnie, amivel akaratlanul is a rasszizmus elleni küzdelem arca lesz.                                                                 |     |                                                  |                 |                             |                                       |             |
| 344. | 15. | Stewie baba (Baby Stewie)                        | Jerry Langford  | Artie Johann                | 2020. március 15. 2020. november 20.  | 1,68 millió |
| Stewie DNS-módosító gépet épít, ami lehetővé teszi, hogy örökre okos maradjon, a találmány azonban fordítva sül el, és azzá változtatja, aminek mindig is lennie kellett volna: valódi kisbabává.                                              |     |                                                  |                 |                             |                                       |             |
| 345. | 16. | Startra-up (Start Me Up)                         | John Holmquist  | Daniel Peck                 | 2020. április 19. 2020. november 23.  | 1,58 millió |
| Peter állandó izzadása kezd kínossá válni a cégnek, így a főnöke utasítja őt, hogy otthonról dolgozzon. |     |                                                  |                 |                             |                                       |             |
| 346. | 17. | Kóma koma (Coma Guy)                             | Steve Robertson | Patrick Meighan             | 2020. április 26. 2020. november 24.  | 1,54 millió |
| Peter az újonnan kialakult Van Halen-rajongása miatt autóbalesetet szenved és kómába esik. |     |                                                  |                 |                             |                                       |             |
| 347. | 18. | Meg-telenség (Better Off Meg)                    | Anthony Agrusa  | Emily Towers                | 2020. május 3. 2020. november 25.     | 1,39 millió |
| Mikor Megnek tévesen a halálhírét keltik, belemegy a játékba, és máshol kezd új életet. Griffinék pedig megtapasztalják, milyen az élet Meg nélkül.                                                                                            |     |                                                  |                 |                             |                                       |             |
| 348. | 19. | A Szent Biblia (Holly Bibble)                    | Julius Wu       | Cherry Chevapravatdumrong   | 2020. május 10. 2020. november 26.    | 1,29 millió |
| A viharban egy szállóban rekedt Griffinék unaloműzésképpen felelevenítenek három történetet a Bibliából. |     |                                                  |                 |                             |                                       |             |
| 349. | 20. | Diri-ház (Movin' In (Principal Shepherd's Song)) | Joseph Lee      | Danny Smith                 | 2020. május 17. 2020. november 27.    | 1,51 millió |
| Shepherd igazgató Griffinékhez költözik, miután kicsúfolta Chris kövérségét, és kirúgták az iskolából. Brian bepereli Stewie-t, mert gyerekkönyvet írt, amiben idiótának állítja be őt.                                                        |     |                                                  |                 |                             |                                       |             |

## 19. évad (2020-2021)
| Sor. | Év. | Cím                                               | Rendező                    | Író              | Premier                              | Nézettség   |
| --- | --- | ------------------------------------------------- | -------------------------- | ---------------- | ------------------------------------ | ----------- |
| 350. | 1.  | Stewie első szava (Stewie's First Word)           | Mike Kim                   | Patrick Meighan  | 2020. szeptember 27. 2021. május 17. | 1,86 millió |
| Stewie kimondja az első szavát, ami egy káromkodás. Mikor Loist a többi anya elítéli, megpróbálja kideríteni, honnan tanulhatott Stewie káromkodni.                                                                                                 |     |                                                   |                            |                  |                                      |             |
| 351. | 2.  | A tehetséges Mr. Stewie (The Talented Mr. Stewie) | Greg Colton                | Gary Janetti     | 2020. október 4. 2021. május 17.     | 1,36 millió |
| Stewie "szakít" Ruperttel miután megtudja, hogy a maci régen Chrisé volt. Miután képtelen megbocsátani az árulást úgy dönt, akcióba lép. |     |                                                   |                            |                  |                                      |             |
| 352. | 3.  | Fiúk és mókusok (Boys & Squirrels)                | Joe Vaux                   | Steve Callaghan  | 2020. október 11. 2021. május 24.    | 1,48 millió |
| Miután Peter egy láncfűrészes baleset során megöl egy mókuspárt és majdnem saját magát is, Chris és Stewie befogadja a túlélő mókuskölyköt, hogy gondozza amíg felépül.                                                                             |     |                                                   |                            |                  |                                      |             |
| 353. | 4.  | Vágóképvilág (CutawayLand)                        | Brian Iles                 | Patrick Meighan  | 2020. november 1. 2021. május 24.    | 1,83 millió |
| Peter és Lois véletlenül előkészít egy vágóképes poént, amitől valahogyan belekerülnek a vágóképes jelenetbe. |     |                                                   |                            |                  |                                      |             |
| 354. | 5.  | La Famiglia Guy (La Famiglia Guy)                 | John Holmquist             | Alex Carter      | 2020. november 8. 2021. május 31.    | 1,52 millió |
| Mikor Joe felkéri Petert, hogy legyen a lánya keresztapja, Peter félreérti a szerepét és olyan komolyan veszi a feladatot, hogy valódi maffiózóvá válik.                                                                                            |     |                                                   |                            |                  |                                      |             |
| 355. | 6.  | Meg esküvője (Meg's Wedding)                      | Steve Robertson            | Michael Desilets | 2020. november 15. 2021. május 31.   | 1,79 millió |
| Meg váratlanul vőlegényt talál magának. Közben Peter szerez egy mellényt, leszakadnak a karjai, és különféle kalandokba keveredik amíg kinő az új keze.                                                                                             |     |                                                   |                            |                  |                                      |             |
| 356. | 7.  | Vadiúj polgármester (Wild Wild West)              | Jerry Langford             | Kirker Butler    | 2020. november 22. 2021. június 7.   | 1,68 millió |
| Lois és Peter nem ért egyet abban, ki legyen az új polgármester. Lois választásán feldühödve Peter előkeríti a régi polgármester Adam West távoli rokonát, Wild Wild Westet.                                                                        |     |                                                   |                            |                  |                                      |             |
| 357. | 8.  | Pawtucket Pat (Pawtucket Pat)                     | Julius Wu                  | Alex Carter      | 2020. december 6. 2021. június 7.    | 1,43 millió |
| Brian újságírói munkája során kideríti, hogy Pawtucket Pat a város kabalája régen rasszista cselekedeteket hajtott végre. Quahog-ban felizzanak az indulatok a városalapító szobra körül.                                                           |     |                                                   |                            |                  |                                      |             |
| 358. | 9.  | Az L-ső karácsonyéj (The First No L)              | Joseph Lee                 | Damien Fahey     | 2020. december 13. 2021. június 14.  | 1,84 millió |
| Mikor a család nem segít Loisnak a karácsonyi előkészületekben, Lois faképnél hagyja őket és egyedül kell szembenézniük a kihívással. |     |                                                   |                            |                  |                                      |             |
| 359. | 10. | Bélsáros üzelmek (Fecal Matters)                  | Mike Kim & Dominic Bianchi | Artie Johann     | 2021. január 17. 2021. június 14.    | 3,22 millió |
| Mivel Petert nem dönti le a lábáról az influenzajárvány felkérik, hogy dolgozzon ápolóként a kórházban. Ott komoly dilemmába kerül, mikor ősellensége bekerül az intenzívre.                                                                        |     |                                                   |                            |                  |                                      |             |
| 360. | 11. | A fiú legjobb barátja (Boy's Best Friend)         | Mike Kim                   | Steve Callaghan  | 2021. február 21. 2021. június 21.   | 1,31 millió |
| Brian megkedveli az új barátnője fiát, Peter, Quagmire és Cleveland pedig elviszi egy körre Joe veterán Corvette-jét. |     |                                                   |                            |                  |                                      |             |
| 361. | 12. | Csalás és ámítás (And Then There's Fraud)         | Brian Iles                 | Kevin Biggins    | 2021. február 28. 2021. június 21.   | 1.45 millió |
| Egy baseball meccs után Peter és Chris emléktárgyakkal kezd kereskedni. Stewie plasztikai műtéttel próbája elkerülni az öregedés hatásait, de túl messzire megy.                                                                                    |     |                                                   |                            |                  |                                      |             |
| 362. | 13. | Peterminátor (PeTerminator)                       | Joe Vaux                   | Mark Hentemann   | 2021. március 7. 2021. június 28.    | 1,15 millió |
| Stewie Terminátor Petert épít, hogy elpusztítsa Loist, mert brokkolit akart vele etetni, de miután hiba csúszik a tervbe, Briannel kalandos küldetésre indulnak, hogy megsemmisítsék a robotot.                                                     |     |                                                   |                            |                  |                                      |             |
| 363. | 14. | Az ukrán ara (The Marrying Kind)                  | Greg Colton                | Travis Bowe      | 2021. március 14. 2021. június 28.   | 1,35 millió |
| Mort új házasságán felbuzdulva Stewie elhatározza, hogy kipróbálja a nősülést. Az Ukrajnából rendelt feleségével jól alakulnak a dolgok, kivéve amikor szexről lenne szó. Közben Peter és Chris hotelreggeli függővé válik                          |     |                                                   |                            |                  |                                      |             |
| 364. | 15. | A hét vásárlója (Customer of the Week)            | John Holmquist             | Artie Johann     | 2021. március 28. 2021. július 5.    | 1,26 millió |
| Lois régi vágya, hogy a kedvenc kávézójában a hét vásárlójává válasszák. Sorozatos csalódások után a saját kezébe veszi az irányítást, de a terve balul sül el, mikor véletlenül majdnem megöli az egyik baristát, egy másikat pedig elrabol.       |     |                                                   |                            |                  |                                      |             |
| 365. | 16. | Brian új családja (Who's Brian Now?)              | Steve Robertson            | Maggie Mull      | 2021. április 11. 2021. július 5.    | 1,35 millió |
| Brian megelégeli Griffinék mindennapjait és mikor kiderül, hogy egy másik családnál volt kölyökkutya, úgy dönt, visszatér hozzájuk. Ám hamar megbánja, mikor kiderül, hogy az új család tagjai bigott keresztények és rosszul bánnak az állatokkal. |     |                                                   |                            |                  |                                      |             |
| 366. | 17. | Kamuifjak (Young Parent Trap)                     | Jerry Langford             | Emily Towers     | 2021. április 18. 2021. július 12.   | 1,21 millió |
| Egy szülői értekezleten egy fiatal pár friss szülőnek nézi Petert és Loist. Lois ráveszi Petert, hogy adják ki magukat friss házasnak és szivárogjanak be a fiatal közösségbe. Nem sokáig képesek fenntartani a látszatot.                          |     |                                                   |                            |                  |                                      |             |
| 367. | 18. | Meg egyetemre megy (Meg Goes to College)          | Joseph Lee                 | Mike Desilets    | 2021. május 2. 2021. július 12.      | 1,14 millió |
| Lois és Peter elintézik, hogy Meget felvegyék az egyetemre. Peternek megtetszik a diákélet és beköltözik egy fiúkollégiumba. Mikor lebuktatja Meget, a lánynak bizonyítania kell, hogy minden igaz, ami a hamis felvételijében szerepel.            |     |                                                   |                            |                  |                                      |             |
| 368. | 19. | A család macskája (Family Cat)                    | Julius Wu                  | Artie Johann     | 2021. május 9. 2021. július 19.      | 1,34 millió |
| Peter új mániája miatt lyukat ver a házuk falába, ahol egyszerűen besétál egy macska. Brian a gyanúsnak találja és gyanúja beigazolódik, mikor az új kis kedvenc elrabolja Meget, hogy őrült macskás nőt csináljon belőle.                          |     |                                                   |                            |                  |                                      |             |
| 369. | 20. | Mesék a sportról (Tales of Former Sports Glory)   | Joe Vaux & Peter Shin      | Mark Hentemann   | 2021. május 16. 2021. július 19.     | 1,16 millió |
| A kocsmai kábeltévé hibája miatt Peterék régi sportsztorikkal szórakoztatják egymást. |     |                                                   |                            |                  |                                      |             |

## 20. évad (2021-2022)
| Sor. | Év. | Cím                                                            | Rendező         | Író             | Premier                              | Nézettség   |
| --- | --- | -------------------------------------------------------------- | --------------- | --------------- | ------------------------------------ | ----------- |
| 370. | 1.  | Valami vakság (LASIK Instinct)                                 | Steve Robertson | Kirker Butler   | 2021. szeptember 26. 2022. május 16. | 1,56 millió |
| Lois látászavarokkal küzd, ezért LASIK műtétnek veti alá magát, aztán fogyatékosságából nyerészkedni próbál. Eközben Peter, Chris és Stewie kénytelen részt venni Douggal az apja által elhanyagolt programokban.                                     |     |                                                                |                 |                 |                                      |             |
| 371. | 2.  | Kemény Rock (Rock Hard)                                        | Greg Colton     | Matt McElaney   | 2021. október 3. 2022. május 16.     | 1,28 millió |
| Egy régi lemezboltban Peter és a haverok felidézik három rocklegenda, Jim Morrison, Muddy Waters és Elton John történetét. |     |                                                                |                 |                 |                                      |             |
| 372. | 3.  | Szeretni kell a kutyákat (Must Love Dogs)                      | Mike Kim        | Daniel Peck     | 2021. október 10. 2022. május 23.    | 1,67 millió |
| Quagmire eljátssza, hogy Brian az ő kutyája, csak hogy elnyerje egy lelkes kutyarajongó hölgy kegyeit. Eközben Chris segít Stewie-nak megtalálni a tolvajt, aki ellopta halloweeni édességeit.                                                        |     |                                                                |                 |                 |                                      |             |
| 373. | 4.  | Azok a 80-as évek (80's Guy)                                   | John Holmquist  | Patrick Meighan | 2021. október 17. 2022. május 23.    | 1,37 millió |
| Peter nosztalgikus hangulatban filmes jeleneteket játszik el kedvenc évtizedéből. Eközben Stewie és Doug azon versenyeznek, ki tudja előbb lehozni a frizbit a mászóka tetejéről.                                                                     |     |                                                                |                 |                 |                                      |             |
| 374. | 5.  | Rövid találkozás (Brief Encounter)                             | Brian Iles      | Travis Bowe     | 2021. október 24. 2022. május 30.    | 1,38 millió |
| Peter és Quagmire véletlenül a másik alsóját veszik fel, és elkezdik utánozni egymás viselkedését. Eközben Stewie és Doug megegyeznek, hogy meggyilkolják egymást.                                                                                    |     |                                                                |                 |                 |                                      |             |
| 375. | 6.  | A tetvek és a farokpumpa (Cootie & The Blowhard)               | Jerry Langford  | Maggie Mull     | 2021. november 7. 2022. május 30.    | 1,57 millió |
| Brian 10. születésnapi bulit tartanak, miközben Stewie drasztikus lépésekre szánja el magát, miután "végzetesen" tetves lesz. Eközben Peter beleszeret Bonnie főztjébe.                                                                               |     |                                                                |                 |                 |                                      |             |
| 376. | 7.  | Peterschmidt birtok (Peterschmidt Manor)                       | Joseph Lee      | Matt Pabian     | 2021. november 14. 2022. június 6.   | 1,11 millió |
| Lois apjával együtt elmegy gyermekkori dadusának a temetésére. Eközben Peter és a család többi tagja szállodát nyitnak a Pewterschmidt kastélyban. |     |                                                                |                 |                 |                                      |             |
| 377. | 8.  | Szülinapi szeszcsempész (The Birthday Bootlegger)              | Julius Wu       | Mark Hentemann  | 2021. november 21. 2022. június 6.   | 1,68 millió |
| Főnöke betiltja Peter kedvenc munkahelyi programját: a szülinapi partikat. Eközben Stewie tanítás utáni elzárásáról banditaként távozik. |     |                                                                |                 |                 |                                      |             |
| 378. | 9.  | A pohos mindig kétszer csenget (The Fatman Always Rings Twice) | Joe Vaux        | Alex Carter     | 2021. november 28. 2022. június 13.  | 1,45 millió |
| Ebben a film noir stílusú epizódban Peter/Mac nyomozásba kezd Meg/Megan nővér eltűnése ügyében. |     |                                                                |                 |                 |                                      |             |
| 379. | 10. | Karácsonyi bűneset (Christmas Crime)                           | Mike Kim        | Steve Callaghan | 2021. december 19. 2022. június 13.  | 1,53 millió |
| Amikor West polgármester betlehemi díszletét megrongálják, Brian lesz az elsőszámú gyanúsított. |     |                                                                |                 |                 |                                      |             |
| 380. | 11. | Mr. Akt (Mister Act)                                           | Brian Iles      | Artie Johann    | 2022. január 9. 2022. június 20.     | 1,39 millió |
| Egy baleset miatt Péternek nagyon magas lesz a hangja. Elkezd a templomi kórusban énekelni, de a többi fiú mindig piszkálja. Ezért Jézus megtanítja hogyan védje meg magat tőlük. Eközben Stewie-t nagyon vonzza Lois új férfias testalkata.          |     |                                                                |                 |                 |                                      |             |
| 381. | 12. | Lois Quagmire (The Lois Quagmire)                              | Greg Colton     | Evan Walte      | 2022. február 27. 2022. június 20.   | 1,26 millió |
| Egy Peterrel való veszekedés után Lois Quagmire-t viszi el a középiskolai találkozójára. Eközben a család többi tagjának el kell lepleznie egy pizzafutár halálát.                                                                                    |     |                                                                |                 |                 |                                      |             |
| 382. | 13. | Az ügyvéd fickó (Lawyer Guy)                                   | John Holmquist  | Patrick Meighan | 2022. március 6. 2022. június 27.    | 1,31 millió |
| Peter felfogadja a város új ügyvédjét, Brick Bakert, hogy képviselje őt az új szomszédja elleni peres eljárásban, akiről később kiderül, hogy maga Brick az. Eközben Brian és Stewie halászokká válnak, és megmentik Rupertet a mélység veszélyeitől. |     |                                                                |                 |                 |                                      |             |
| 383. | 14. | Nem HBO (HBO-No)                                               | Steve Robertson | Travis Bowe     | 2022. március 13. 2022. június 27.   | 1,03 millió |
| A Griffin család elmeséli három HBO sorozat saját verzióját: a Trónok harcáét, az Utódlásét és a Hatalmas kis hazugságokét. |     |                                                                |                 |                 |                                      |             |
| 384. | 15. | Keményre főtt Meg (Hard Boiled Meg)                            | Jerry Langford  | Mike Desilets   | 2022. március 20. 2022. július 4.    | 1,14 millió |
| Meg egy bankrabló sofőrjéül szegődik. Quagmire-t görcsös csuklás kínozza és mivel nem lát más kiutat, megkéri Petert, hogy ölje meg. |     |                                                                |                 |                 |                                      |             |
| 385. | 16. | Vényköteles heroin (Prescription Heroine)                      | Joseph Lee      | Emily Towers    | 2022. március 27. 2022. július 4.    | 1,13 millió |
| Lois rászokik Brian fájdalomcsillapítójára. Közben Cleveland felújítja Peter pingpong asztalát és az egész környék odazarándokol, hogy játszhasson.                                                                                                   |     |                                                                |                 |                 |                                      |             |
| 386. | 17. | Mindent Alanáról (All About Alana)                             | Joe Vaux        | Danny Smith     | 2022. május 1. 2022. július 11.      | 1,05 millió |
| Lois munkát ad Alanának, akit korábban zongorázni tanított. De a segítség hamarosan rémálommá válik, mikor Lois megtudja, hogy a lány gonosz szándékkal érkezett hozzájuk.                                                                            |     |                                                                |                 |                 |                                      |             |
| 387. | 18. | Barátnő, mi? (Girlfriend, Eh?)                                 | Julius Wu       | Travis Bowe     | 2022. május 8. 2022. július 11.      | 1,11 millió |
| Peter és Chris útnak ered Kanadába, hogy Peter megbizonyosodjon Chris barátnőjének létezéséről. Közben Lois is Meg otthon egy jóképű ezermester kegyeiért verseng.                                                                                    |     |                                                                |                 |                 |                                      |             |
| 388. | 19. | Első vér (First Blood)                                         | Mike Kim        | Alex Carter     | 2022. május 15. 2022. július 18.     | 1,09 millió |
| Peter, Quagmire, Joe és Cleveland West polgármester farmján próbálják megtalálni az elveszett férfiasságukat. Közben Stewie azt hiszi, megjött az első menzesze.                                                                                      |     |                                                                |                 |                 |                                      |             |
| 389. | 20. | Uncsiferencia (The Jersey Bore)                                | Brian Iles      | Chris Regan     | 2022. május 22. 2022. július 18.     | 1,13 millió |
| Peter Atlantic Citybe utazik Prestonnal üzleti útra. Közben Stewie segít felkészülni Chrisnek Rómeó szerepére az iskolai előadásban. |     |                                                                |                 |                 |                                      |             |

## 21. évad (2022-2023)
| Sor. | Év. | Cím                                                  | Rendező         | Író                         | Premier                               | Nézettség   |
| ---- | --- | ---------------------------------------------------- | --------------- | --------------------------- | ------------------------------------- | ----------- |
| 390. | 1.  | Oscar-díj Guy (Oscars Guy)                           | Greg Colton     | Damien Fahey                | 2022. szeptember 25. 2024. január 15. | 1,57 millió |
| 391. | 2.  | Családi mókanap (Bend or Blockbuster)                | John Holmquist  | Artie Johann                | 2022. október 2. 2024. január 15.     | 1,12 millió |
| 392. | 3.  | Egy feleségváltó élmény (A Wife-Changing Experience) | Steve Robertson | Steve Callaghan             | 2022. október 9. 2024. január 22.     | 1,49 millió |
| 393. | 4.  | A csámcsúria jelölt (The Munchurian Candidate)       | Joe Vaux        | Mike Desilets               | 2022. október 16. 2024. január 22.    | 1,01 millió |
| 394. | 5.  | Cipzárkód (Unzipped Code)                            | Julius Wu       | Matt McElaney & Matt Pabian | 2022. október 23. 2024. január 29.    | 1,42 millió |
| 395. | 6.  | Boldog holoweent (Happy Holo-ween)                   | Joseph Lee      | Evan Waite                  | 2022. október 30. 2024. január 29.    | 1,53 millió |
| 396. | 7.  | Bon voyage, Stewie! (The Stewaway)                   | Mike Kim        | Travis Bowe                 | 2022. november 13. 2024. február 5.   | 1,58 millió |
| 397. | 8.  | Kapd el Stewie-t (Get Stewie)                        | Jerry Langford  | Artie Johann                | 2022. november 20. 2024. február 5.   | 1,19 millió |
| 398. | 9.  | Amit egy mutatványos tud (Carny Knowledge)           | Brian Iles      | Steve Callaghan             | 2022. december 4. 2024. február 12.   | 1,04 millió |
| 399. | 10. | A jelölt (The Candidate)                             | John Holmquist  | Mark Hentemann              | 2022. december 11. 2024. február 12.  | 1,44 millió |
| 400. | 11. | Az első szerelem (Love Story Guy)                    | Steve Robertson | Patrick Meighan             | 2023. január 8. 2024. február 19.     | 1,24 millió |
| 401. | 12. | Apák napja (Old West)                                | Greg Colton     | Artie Johann                | 2023. február 19. 2024. február 19.   | 1,07 millió |
| 402. | 13. | Egyedülálló fehér apuka (Single White Dad)           | Jerry Langford  | Artie Johann                | 2023. február 26. 2024. február 26.   | 0,94 millió |
| 403. | 14. | Egy kosaras Meg naplója (White Meg Can't Jump)       | Joe Vaux        | Emily Towers                | 2023. március 5. 2024. február 26.    | 0,85 millió |
| 404. | 15. | Örökbefogadás (Adoptation)                           | Julius Wu       | Mark Hentemann              | 2023. március 12. 2024. március 4.    | 1,05 millió |
| 405. | 16. | A halálmadár (The Bird Reich)                        | Joseph Lee      | Julius Sharpe               | 2023. április 16. 2024. március 4.    | 0,86 millió |
| 406. | 17. | Kamaradarab (A Bottle Episode)                       | Mike Kim        | Artie Johann                | 2023. április 16. 2024. március 11.   | 0,92 millió |
| 407. | 18. | A nagy söröskocsirablás (Vat Man and Rob 'Em)        | Brian Iles      | Damien Fahey                | 2023. április 23. 2024. március 11.   | 0,90 millió |
| 408. | 19. | Oroszországból szeretettel (From Russia With Love)   | John Holmquist  | Polina Diaz                 | 2023. április 30. 2024. március 18.   | 0,94 millió |
| 409. | 20. | Felnőtt oktatás (Adult Education)                    | Steve Robertson | Matt Pabian                 | 2023. május 7. 2024. március 18.      | 0,76 millió |

## 22. évad (2023-2024)
| Sor. | Év. | Cím                                                               | Rendező         | Író             | Premier                              | Nézettség   |
| ---- | --- | ----------------------------------------------------------------- | --------------- | --------------- | ------------------------------------ | ----------- |
| 410. | 1.  | Megtermékenyítve (Fertilized Megg)                                | Julius Wu       | Maggie Mull     | 2023. október 1. 2025. január 20.    | 1,03 millió |
| 411. | 2.  | Szupermarket Pete (Supermarket Pete)                              | Greg Colton     | Joanna Quraishi | 2023. október 8. 2025. január 20.    | 0,86 millió |
| 412. | 3.  | Bajusz a múltból (A ‘Stache from the Past)                        | Jerry Langford  | Travis Bowe     | 2023. október 22. 2025. január 27.   | 0,76 millió |
| 413. | 4.  | Régen minden rosszabb volt (Old World Harm)                       | Joe Vaux        | Evan Waite      | 2023. november 5. 2025. január 27.   | 1,37 millió |
| 414. | 5.  | Baby, meghűlt a vér az ereimben (Baby, It's Cold Inside)          | Joseph Lee      | Danny Smith     | 2023. november 12. 2025. február 3.  | 1,20 millió |
| 415. | 6.  | Boston Stewie (Boston Stewie)                                     | Mike Kim        | Patrick Meighan | 2023. november 19. 2025. február 3.  | 0,98 millió |
| 416. | 7.  | Űdítő üdülés (Snap(ple) Decision)                                 | Brian Iles      | Travis Bowe     | 2023. november 26. 2025. február 10. | 0,88 millió |
| 417. | 8.  | Fanyar finomság (Baking Sad)                                      | John Holmquist  | Damien Fahey    | 2023. december 3. 2025. február 10.  | 1,26 millió |
| 418. | 9.  | A (queensi) király visszatér (The Return of the King (of Queens)) | Greg Colton     | Alex Carter     | 2023. december 17. 2025. február 17. | 1,44 millió |
| 419. | 10. | Kabinnyomás (Cabin Pressure)                                      | Jerry Langford  | Matt McElaney   | 2024. március 6. 2025. február 17.   | 0,92 millió |
| 420. | 11. | A tanár duci kedvence (Teacher's Heavy Pet)                       | Steve Robertson | Chris Regan     | 2024. március 13. 2025. február 24.  | 0,77 millió |
| 421. | 12. | Fogd a melót és szeresd (Take This Job and Love It)               | Joe Vaux        | Steve Callaghan | 2024. március 20. 2025. február 24.  | 0,72 millió |
| 422. | 13. | Meg úszómester (Lifeguard Meg)                                    | Julius Wu       | Patrick Meighan | 2024. március 27. 2025. március 3.   | 0,76 millió |
| 423. | 14. | Kövér színész (Fat Actor)                                         | Joseph Lee      | Mark Hentemann  | 2024. április 10. 2025. március 3.   | 0,78 millió |
| 424. | 15. | Nincs több hit (Faith No More)                                    | Mike Kim        | Alex Carter     | 2024. április 17. 2025. március 10.  | 0,79 millió |

## 23. évad (2024-2025)
| Sor. | Év. | Cím                                            | Rendező         | Író                           | Premier            | Nézettség   |
| ---- | --- | ---------------------------------------------- | --------------- | ----------------------------- | ------------------ | ----------- |
| 425. | 1.  | A tökcsaló (Peter, Peter, Pumpkin Cheater)     | Joe Vaux        | Travis Bowe                   | 2024. október 14.  | N/A         |
| 426. | 2.  | A fehér csóka ajándéka (Gift of the White Guy) | Jerry Langford  | Joanna Quraishi               | 2024. november 25. | N/A         |
| 427. | 3.  | Fat Gun                                        | Greg Colton     | Artie Johann                  | 2025. február 16.  | 1,44 millió |
| 428. | 4.  | Live, Laugh, Love                              | Brian Iles      | Mike Desilets                 | 2025. február 23.  | 1,02 millió |
| 429. | 5.  | Drunk with Power                               | John Holmquist  | Julius Sharpe                 | 2025. március 2.   | 0,72 millió |
| 430. | 6.  | Lois C.K.                                      | Steve Robertson | Evan Waite                    | 2025. március 9.   | 0,70 millió |
| 431. | 7.  | The Chicken or the Meg                         | Julius Wu       | Emily Towers                  | 2025. március 16.  | 0,63 millió |
| 432. | 8.  | Dog is My Co-Pilot                             | Joseph Lee      | Steve Callaghan               | 2025. március 23.  | 0,69 millió |
| 433. | 9.  | Pitch Imperfect                                | Mike Kim        | Artie Johann                  | 2025. március 30.  | 0,72 millió |
| 434. | 10. | Hard Times at Adam West High                   | Brian Iles      | Steve Callaghan               | 2025. április 6.   | 0,75 millió |
| 435. | 11. | Ellie Word                                     | John Holmquist  | Alex Carter                   | 2025. április 13.  | 0,68 millió |
| 436. | 12. | The Real Who’s Hulu                            | Steve Robertson | Matt Pabian                   | 2025. április 27.  | 0,71 millió |
| 437. | 13. | China Doll                                     | Joe Vaux        | Patrick Meighan               | 2025. május 4.     | 0,66 millió |
| 438. | 14. | One Foot in Front of the Mother                | Greg Colton     | Matt McElaney                 | 2025. május 11.    | 0,78 millió |
| 439. | 15. | The Fat Lotus                                  | Brian Iles      | Steve Callaghan               | 2025. május 18.    | 0,67 millió |
| 440. | 16. | Cool Hand Lois                                 | Greg Colton     | Maggie Mull                   | 2025. május 29.    | 0,59 millió |
| 441. | 17. | Martian Meg                                    | Joseph Lee      | Matt Porter és Charlie Hankin | 2025. június 5.    | 0,46 millió |
| 442. | 18. | Row v. Wade                                    | Julius Wu       | Mike Desilets                 | 2025. július 3.    | 0,43 millió |
| 443. | 19. | Karenheit 451                                  | Mike Kim        | Evan Waite                    | 2025. július 10.   | 0,57 millió |
| 444. | 20. | Twain's World                                  | Steve Robertson | Julius Sharpe                 | 2025. július 17.   | 0,51 millió |

## 24. évad (2025-2026)
| Sor. | Év. | Cím                   | Rendező | Író | Premier          | Nézettség |
| ---- | --- | --------------------- | ------- | --- | ---------------- | --------- |
| 445. | 1.  | A Little Fright Music |         |     | 2025. október 6. | N/A       |

## 25. évad (2026-2027)
| # | Cím | Rendező | Író | Premier | Nézettség |
| - | --- | ------- | --- | ------- | --------- |

## 26. évad (2027-2028)
| # | Cím | Rendező | Író | Premier | Nézettség |
| - | --- | ------- | --- | ------- | --------- |

## 27. évad (2028-2029)
| # | Cím | Rendező | Író | Premier | Nézettség |
| - | --- | ------- | --- | ------- | --------- |

## Érdekességek
- A 16. évad 7. részének és a 21. évad 19. részének címe alapján Oroszországban játszódik, de az epizód cselekményei különböznek.
- A 22. évadban szereplő Forgács Gábornak ez volt az utolsó szereplése a sorozatban a 2024-ben bekövetkezett halála előtt.[3]